# Fronteira Andorra–França
A fronteira entre Andorra e França é a linha que limita os territórios de Andorra e França, nos Pirenéus. Começa a oeste da tríplice fronteira ocidental Andorra - Espanha - França 42° 36′ 13″ N, 1° 26′ 30″ L), segue a direção geral para nordeste, e depois para sudeste até terminar no outro ponto de fronteira tripla Andorra - Espanha - França (42° 30′ 09″ N, 1° 43′ 34″ L), o oriental.
Esta fronteira não foi fixada por nenhum tratado, não existindo marcos de fronteira. 
Em 2001 foi assinado um tratado bilateral para retificação da fronteira. Estipula a troca de duas parcelas de iguais áreas (15 925 m² cada). A operação permite a Andorra a construção, na parcela cedida por França, do viaduto sobre o rio Ariège que deve ligar o túnel de Envalira à Estrada Nacional 22 de França.
A comuna de Porta contestou na secção de contencioso do Conselho de Estado este tratado como desrespeitando a Constituição francesa, argumentando não ter sido consultada na redação e aprovação do tratado, mas esses argumentos não foram considerados válidos, pois a administração não tem de consultar as comunidades locais sobre fronteiras.

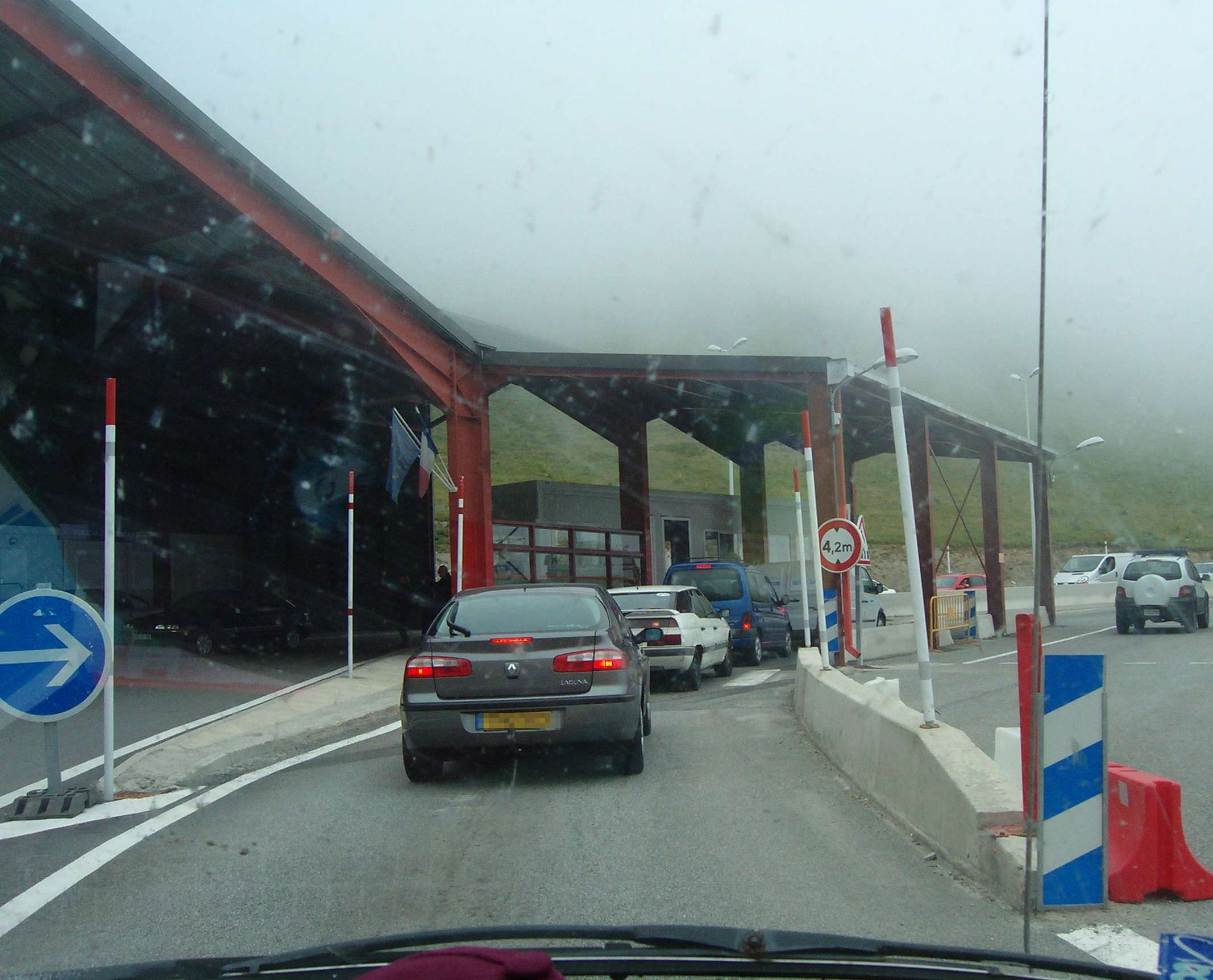
Posto fronteiriço em Pas de la Casa.